# Gustaf Lagercrantz
För andra betydelser, se Gustaf Lagercrantz (olika betydelser).
Carl Gustaf Lagercrantz, född 10 juli 1816 på kronofogdebostället Troxhammar i Skå socken, Färingsö i nuvarande Ekerö kommun, Stockholms län, död 15 oktober 1867 i Stockholm, var en svensk militär och finansminister.

## Biografi

### Militär karriär
Lagercrantz blev 1836 officer vid Svea artilleriregemente och förflyttades 1859 till major vid Göta artilleriregemente samt kvarstod som sådan till 1866, dock utan att tjänstgöra. 
Lagercrantz, som sedan 1847 hade varit lärare vid Högre artilleriläroverket på Marieberg och 1858–1861 dessutom var chef för Artilleristaben, var därefter guvernör vid Krigsakademien på Karlberg (överste i armén från 1862) och från maj 1864 också fullmäktig i Riksbanken, tills han i mars 1865 blev tillförordnad landshövding i Jämtlands län. 

### Politiker
Den 4 september 1866 kallades Lagercrantz som Johan August Gripenstedts efterträdare till statsråd och chef för Finansdepartementet och lämnade då krigstjänsten. (Lagercrantz porträtt hänger allra först bland raden av finansministrar på Regeringskansliet Rosenbad). Samma år valdes han till ledamot av Riksdagens första kammare för Jämtlands län. Redan 31 maj 1867 tvingades Lagercrantz emellertid begära avsked från statsrådsämbetet på grund av sjuklighet. 

### Ballistiker
Lagercrantz publicerade bland annat Mekanikens elementer jemte tillägg rörande materiella punkters mekanik (1855). En tidigare franskspråkig version av hans lärobok i ballistik fick sådan vidsträckt spridning och uppskattning, att han utsågs till riddare av franska Hederslegionen. Alltsedan Slaget vid Waterloo prioriterades i Frankrike studiet av kanonkulors projektilbanor.
Lagercrantz bedrev under en period militära studier och forskning i Paris. En misstanke, att han samtidigt var svensk spion, avskrevs snabbt i brist på bevis. Dock lär han ha kommit över visst hemligstämplat material, som hans hustru lyckades gömma under sin madrass vid en husrannsakan i Paris. Hans goda matematiska kunskaper kom honom väl till pass både som artilleriofficer och som finansminister.
Lagercrantz var sedan 1849 ledamot av Krigsvetenskapsakademien. Han var huvudman för den adliga ätten Lagercrantz och var därmed automatiskt även ledamot av Ståndsriksdagen, innan den ersattes av tvåkammarriksdagen. Han är begravd på Norra begravningsplatsen utanför Stockholm.

## Familj
Gustaf Lagercrantz var son till assessorn Carl Lagercrantz samt far till översten Carl Lagercrantz, kaptenen Jacques Lagercrantz, viceamiralen Gustaf Lagercrantz och bruksdisponenten Herman Lagercrantz. Han var gift med Augusta Zethelius (1811–1897), dotter till silversmeden och bruksägaren Adolf Zethelius.